# Jochen H. H. Ehrich
Jochen H. H. Ehrich (* 5. Januar 1946 in Braunschweig) ist ein deutscher Kinderarzt mit den Schwerpunkten pädiatrische Nephrologie und Tropenmedizin, sowie emeritierter Universitätsprofessor und ehemaliger Direktor der Klinik für Pädiatrische Nieren-, Leber- und Stoffwechselerkrankungen an der Medizinischen Hochschule Hannover.

## Leben
Ehrich begann 1965 das Medizinstudium an der Freien Universität Berlin. Von 1968 bis 1969 war er Stipendiat des Deutschen Akademischen Austauschdienstes an der Universität Lausanne in der Schweiz und arbeitete parallel bei Georges Peters in der Nierenpharmakologie. 1971 legte er sein Staatsexamen an der Freien Universität Berlin ab und wurde dort 1972 bei Klaus Hierholzer promoviert.
Im Jahr 1971 begann er als Medizinalassistent in der Inneren Medizin des Bernhard Nocht-Institutes für Schiffs- und Tropenkrankheiten bei W. Mohr, Hamburg. Von 1971 bis 1972 war er als Stipendiat des DAAD an der London School of Hygiene and Tropical Medicine, London, England und erhielt dort 1972 das Diploma in Clinical Medicine of the Tropics der Universität London (D.C.M.T.).
Ende 1972 wurde er Medizinalassistent in der Unfallchirurgie bei Harald Tscherne und Abdominal- und Transplantationschirurgie bei Rudolf Pichlmayr der Medizinischen Hochschule Hannover, 1972 bis 1973 war er Medizinalassistent bei Jan Brod in der „Experimentellen Nephrologie“ des Departements „Innere Medizin“ der MHH.
Die Approbation erhielt er im März 1973. Von 1973 bis 1974 wurde er wissenschaftlicher Assistent in der Kinderklinik der MHH, Abteilung Pädiatrische Nephrologie bei Johannes Brodehl.
Er unterbrach die Weiterbildung zum Kinderarzt und leistete von 1974 bis 1975 seinen Wehrdienst als stellvertretender Wehrbereichs-Hygieniker der Wehrbereichs II in der Abteilung Sanitätswesen des Wehrbereichskommandos II, Dezernat Hygiene in Hannover ab.
Von 1975 bis 1979 erfolgte die Fortsetzung der Tätigkeit als wissenschaftlicher Assistent in der Kinderklinik der MHH. Im Juli 1979 erhielt er die Anerkennung als Facharzt für Kinderheilkunde. Von 1979 bis 81 war er Stipendiat der Volkswagenstiftung mit dem Forschungsauftrag über „Kooperative Studien zur Behandlung des nephrotischen Syndroms“ an der Kinderklinik der MHH. Am 4. Februar 1981 erhielt er die venia legendi für das Fach Kinderheilkunde.
Am 10. Juni 1985 erfolgte die Ernennung zum außerplanmäßigen Professor für Kinderheilkunde an der MHH. Von 1982 bis 1993 war er Oberarzt in der Abteilung II des Zentrums Kinderheilkunde der MHH tätig.
Am 1. Februar 1994 erfolgte die Berufung zum C 3-Professor für Kinderheilkunde, Abteilung für Kindernephrologie der Charité, Humboldt-Universität zu Berlin und am 1. Oktober 1997 die Berufung zum C 4-Professor für Kinderheilkunde, Abteilung für Pädiatrische Nieren- und Stoffwechselerkrankungen der Medizinischen Hochschule Hannover. Am 31. Mai 2011 erfolgte Emeritierung an der MHH.
2012 war Ehrich als Gastprofessor am Scientific Center of Children’s Health in Moskau, Russland tätig. Von Ende 2012 bis Anfang 2013 arbeitete er als Leiter der Arbeitsgruppe Kindernephrologie an der Universitätskinderklinik Innsbruck, Österreich.

## Klinische Schwerpunkte
Der von 1997 bis 2011 von Jochen H. H. Ehrich geleiteten Abteilung an der MHH waren drei
Arbeitsgruppen zugeordnet:
- pädiatrische Nephrologie und Endokrinologie, einschließlich Diabetologie
- pädiatrische Hepatologie- und Gastroenterologie sowie Sonographie (die Schwerpunkte der beiden ersten Arbeitsgruppen liegen in dem Bereich Transplantationspädiatrie, d. h. 650 Nierentransplantationen von 1971 bis 2010 und 500 Lebertransplantationen von 1982 bis 2010)
- neurometabolische Arbeitsgruppe mit Schwerpunkten pädiatrische Stoffwechselerkrankungen, Neuropädiatrie und Kinderpsychologie, und Krankenhausschule, Beschäftigungsabteilung und Diätassistentinnen.

## Forschungsgebiete

### Grundlagenforschung
Im Zentrum der Forschung stehen seit 1967 die Nieren. Im Institut für Physiologie der Freien Universität Berlin begannen – noch während des Studiums – die Untersuchungen zur Wirkung der Diuretica auf die Natrium-Kalium-ATPase der plasma-membranösen Fraktion des Ratten-Tubulus. Im Jahr 1968 setzten sich die tierexperimentellen Untersuchungen am Institut für Pharmakologie in Lausanne mit einem Bioessay zur Wirkung von Renin-Angiotensin auf den Blutdruck fort.

### Translationale tropenmedizinische Forschung zur Nierenbeteiligung
Das Konzept der eigenen tropenmedizinischen Forschung beruhte zu dieser Zeit auf der Hypothese, dass Tropenkrankheiten grundsätzlichen Modellcharakter für die Nierenbeteiligung bei allen, d. h. auch europäischen Infektionskrankheiten haben könnten. Am Tropeninstitut Hamburg begann Ehrich die langjährige tierexperimentelle und klinische Erforschung der Auswirkungen von Malaria auf die Nieren, was später auch sein Habilitationsthema wurde.
Am Londoner Tropeninstitut – zusammen mit Alister Voller und Michael Hutt – wurde ein Tiermodell zur Malaria-induzierten Glomerulonephritis entwickelt, das später über zehn Jahre an der Kinderklinik der MHH zusammen mit Bernd Sterzel weiter verfolgt wurde. Dies führte zum besseren Verständnis des lebensbedrohlichen, multiplen Organversagens bei Malaria, bei der das Nierenversagen eine Schlüsselrolle spielt. Daraufhin wurde in Zusammenarbeit mit Rolf Horstmann eine deutschlandweite Studie zu den Todesursachen der Malaria durchgeführt, deren Ergebnisse zur verbesserten intensivmedizinischen Versorgung kritisch kranker Tropenheimkehrer in Deutschland führten. Als Folge nahm die Letalität deutlich ab. Aber nicht alle eingeschlagenen Forschungsrichtungen zur Malaria wurden von gleichem Erfolg belohnt, so bestätigten beispielsweise die Untersuchungen im Labor von Helmut Deicher nicht die erwartete nephritogene Wirkung Malaria-induzierter Immunkomplexe.
Sämtliche Ergebnisse zu „Malaria und Nieren“ wurden 2007 in einem Übersichtsartikel zusammengefasst, in dem zwischen Fakten und Hypothesen unterschieden wurde. Der Mythos des Malaria-induzierten nephrotischen Syndromes in Afrika – die sogenannte „tropische Nephropathie“ – konnte durch eigene Untersuchungen widerlegt werden. Die Deutsche Forschungsgemeinschaft und der Sonderforschungsbereich (SFB) unterstützten die experimentelle Forschung über viele Jahre.
War die tropenmedizinische Feldforschung zur Malaria bis 1984 noch auf Deutschland beschränkt, so erfolgte die Erforschung der Komplikationen an Nieren und Leber bei der Schistosomiasis (Bilharziose) von 1984 bis 2000 in 20 Ländern. Die Hannoveraner Arbeitsgruppe von Ehrich bewies in den Tropen unter der Führung von Ekkehard Döhring die Überlegenheit der Ultraschalldiagnostik und der differenzierten Urin-Analytik zur Ermittlung der Organkomplikationen. Sie wurden fortan neben der parasitologischen Diagnostik zum Goldstandard. Weiterhin konnte die positive Wirkung der antiparasitären Therapie auf die Reversibilität der Nieren- und Leberschäden nachgewiesen werden. Die Untersuchungen zeigten, dass im Gegensatz zur Malaria die Bilharziose induzierte akute Letalität gering ist. Bei Beginn der Praziquantel-Therapie im Kindesalter können auch die Spätschäden stark reduziert werden. Die Untersuchungen förderten zahlreiche Sponsoren wie z. B. Staatskanzlei Niedersachsen und Deutsche Gesellschaft für Internationale Zusammenarbeit.
Nicht alle durchgeführten Forschungsprojekte zur Nierenbeteiligung bei Tropenkrankheiten waren ähnlich erfolgreich. So wurde das vom Sonderforschungsbereich der DFG geförderte Modell des Afrikanische Trypanosomiasis induzierten nephrotischen Syndromes der Ratte nicht zum Standardmodell der idiopathischen Nephrose des Kindes, obwohl es viele Gemeinsamkeiten, wie „minimal glomerular changes“ und Cyclosporin-Sensibilität aufwies. Leider wurden die Untersuchungen vor dem Siegeszug der molekulargenetischen und molekularbiologischen Techniken in den 1990er Jahren zur Charakterisierung der Podozyten beendet und wurden bis heute aus den unten aufgeführten Gründen nicht wiederaufgenommen. Auch die Habu-Schlangengift-induzierte Glomerulopathie wurde nicht zum dringend benötigten Rattenmodell des hämolytisch-urämischen Syndromes (HUS) des Kindes. Die vielschichtigen Gründe für das Scheitern der Projekte lagen unter anderem darin, dass aus Gründen des zunehmenden Tierschutzes Tiermodelle obsolet wurden. Es stehen für das EHEC-Durchfall und Shiga-Toxin induzierte HUS der Kinder bis heute keine aussagekräftigen Modelle zur Erforschung gezielter Frühtherapien zur Verfügung.
Ehrich fasste die klinischen und experimentellen Ergebnisse zur Nierenbeteiligung bei allen Tropenkrankheiten in drei Kapiteln des deutschen Standardwerkes der „Tropenmedizin in Klinik und Praxis“ von Thomas Löscher und Gerd-Dieter Burchard zusammen.
Ehrich wies die Beteiligung der Nieren ebenfalls bei Fieber und nicht-tropischen Infektionskrankheiten, malignen Erkrankungen, rheumatischen Erkrankungen, Herzerkrankungen, Lungen- und Leber Erkrankungen, und sportlicher Aktivität nach und publizierte sie in Übersichtsarbeiten. Die Ergebnisse zeigen, dass es in einer Vielzahl von Erkrankungen zu Funktionsstörungen in den Nierenglomeruli und -tubuli kommt, von denen die meisten, aber nicht alle, reversibel sind.

### Chemische Laborforschung und Diagnostik
Parallel zur tierexperimentellen Forschung entwickelte Ehrich seit 1974 immer aufwendiger werdende Labormethoden zur Eiweißdifferenzierung im Serum und im Urin sowie zur Nierendiagnostik. Dies waren z. B. in den 1970er Jahren – zusammen mit Ulrich Wurster und Harald Foellmer – molekulargewichtsabhängige Elektrophorese-Techniken zur Proteinurie, in den 1980er Jahren einzelne Biomarker, wie das C-reaktive Protein im Serum, oder Tests zur Enzymurie. Der diagnostische Aussagewert wurde durch innovative Änderungen (chromatische Silberfärbungen) bzw. Etablierung von komplexen Expertensystemen (mit Walter Guder und Walter Hofmann) gesteigert und standardisiert. Zur Millenniums-Wende stand die nephrologische Forschung zu Proteomics – zusammen mit Harald Mischak – im Zentrum, seit 2013 Metabolomics. Diese Techniken befinden sich noch im Stadium der Entwicklung und haben sich trotz erfolgreicher Teilergebnisse bei der Routinediagnostik von Frühstadien der Niereninsuffizienz bisher nicht durchgesetzt.

### Multizentrische Studien zum nephrotischen Syndrom
Bei der klinischen Forschung von Ehrich standen von 1978 bis 1990 die prospektiven, multizentrischen, randomisierten, kontrollierten Therapiestudien zur Behandlung des steroidsensiblen nephrotischen Syndroms (SSNoS) unter der Leitung von Johannes Brodehl im Vordergrund. Diese Studien zum SSNoS erzielten weltweite Beachtung und ihre Ergebnisse gelten noch heute als Therapie-Standards.
Ein großes therapeutisches Problem im Kindes- und Jugendalter waren bis 1990 die verschiedenen Therapie-resistenten nephrotischen Syndrome (SRNoS). So war die fokale Glomerulosklerose (FSGS) für 10 % aller terminal niereninsuffizienten Kinder die auslösende Ursache und trat auch nach erfolgreicher Nierentransplantation bei 30 – 50 % der Fälle im Transplantat wieder auf.
Die eigenen Untersuchungen erbrachten fünf neue Erkenntnisse: 1. Den verschiedenen Glomerulonephritiden mit SRNoS wurden mehr als 20 verschiedene angeborene oder erworbene Erkrankungen mit verschiedenen Störungen der Podozyten zugeordnet. 2. Als Zielzellen der immunosuppressiven Therapien wurden nicht nur zirkulierende Lymphozyten, sondern zusätzlich glomeruläre Podozyten ermittelt. 3. die Induktionstherapie mit einer Kombination von Cyclosporin A, intravenösen Methyl-Prednisolonpulson und oralem Prednisolon konnte bei 84 % der an FSGS Erkrankten eine komplette Remission erzielen. 4. die Erhaltungstherapie mit Cyclosporin A-Monotherapie konnte bei 60 % der Fälle mit FSGS eine Dauerremission erhalten und bei 38/40 Behandlungsfällen nach einer mittleren Beobachtungszeit von 8 Jahren einen Übergang in die chronische Niereninsuffizienz verhindern. 5. Die eigenen Untersuchung kamen zu der Schlussfolgerung, dass alte Therapieempfehlungen die Patienten mit immunologischer Pathogenese untertherapierten. Die Patienten mit genetischen Defekten wurden dagegen übertherapiert und der Medikamenten-Toxizität ausgesetzt, ohne die Proteinurie zu beseitigen.

### Epidemiologische Forschung und Mitarbeit im EDTA Register in London
Von 1986 bis 1991 war Ehrich als einer von acht europäischen Nephrologen in der von Felix Brunner geleiteten Registry of European Dialysis and Transplant Association and European Renal Association (EDTA-ERA) tätig, in dem die Daten von 300.000 erwachsenen und 10.000 pädiatrischen Patienten mit Nierenersatztherapie gespeichert und jährlich analysiert wurden. Die wissenschaftlichen Daten wurden mittels „Centre-Questionnaires, Patient-Questionnaires and Mini-Questionnaires“ erhoben und in diesem Zeitraum in mehr als 50 Publikationen veröffentlicht. In dem pädiatrischen Bereich erfolgte eine enge Kooperation mit Michel Broyer, Gianfranco Rizzoni, Anthony Wing und Chantal Loirat. Dadurch konnten zahlreiche Fragestellungen bearbeitet werden. Die statistischen Analysen haben dabei zwar keine grundsätzlich neuen Erkrankungen oder Zusammenhänge bei nierenkranken Kindern aufgedeckt, aber vorhandene Hypothesen und publizierte Einzelbefunde durch große Patientenzahlen bestätigen oder widerlegen können. So zeigten in den 1990er Jahren die Analysen erfolgreicher Schwangerschaften bei 1000 transplantierten Frauen, dass bei einer guten Transplantatfunktion weder ein andauernder Funktionsverlust des Transplantates eintrat noch ein erhöhtes Fehlbildungsrisiko bei den Neugeborenen zu beobachten war. Die in Deutschland damals noch allgemein geübte Zurückhaltung von Nephrologen und Geburtshelfern gegenüber geplanten Schwangerschaften nierentransplantierter Frauen wurde durch die publizierten Befunde beendet. Dadurch wurden vielen transplantierten Frauen eine positive Beratung und die Geburt eines Kindes und letztlich ein hohes Maß an Rehabilitation ermöglicht.

### Transplantationsforschung
Zahlreiche klinische Arbeiten befassten sich mit Themen der Nieren- und Lebertransplantation von Kindern. Während seiner klinischen Tätigkeit in Hannover und Berlin betreute Ehrich zusammen mit anderen zahlreichen anderen Kollegen (m/w) mehr als 1600 Transplantierte. Mit Guido Filler wurde vor allem das therapeutische Medikamenten-Monitoring für Cyclosporin, Tacrolimus und Mycophenolat weiter ausgebaut. Mit Lars Pape und Gisela Offner wurden zahlreiche Themen der Interaktionen zwischen Empfänger und Transplantat untersucht, die letztlich zu den Konzepten der bevorzugten Lebendspende, der präemptiven Transplantation, der Transplantation bei Säuglingen oder Kleinkindern und der Organspende „Young for Young“ führten. Dadurch wurden vor allem die sehr jungen Kinder zur Organtransplantation in der Transplantationschirurgie bei Rudolf Pichlmayr und Jürgen Klempnauer sowie zur Vor- und Nachbetreuung in der Kinderklinik der MHH überwiesen.

### Entdeckungen, Erfindungen und Erstbeschreibungen
Ehrich entdeckte eine neue Krankheit, bei der neben den Nieren auch die Knochen und das Wachstum, die Gehirngefäße und das Immunsystem durch eine SMARCAL1-Mutation schwer beeinträchtigt wird. Parallel zu Jürgen Spranger, der die Veränderungen des Wachstums und des Immunsystems später veröffentlichte, beschrieb er vorher als Erster das mit der Erbkrankheit assoziierte, steroidresistente nephrotische Syndrom mit fokal segmentaler Sklerose und die erfolgreiche Nierentransplantation bei dieser seltenen Erkrankung, sowie später andere lebensbegrenzende Komplikationen in Form von transitorischen ischämischen Attacken im Gehirn. Zusammen mit seinem Mitarbeiter Thomas Lücke und dem nordamerikanischen Kollegen Cornelius Boerkoel wurden später die genetischen und molekularbiologischen Grundlagen und Variabilitäten der Erkrankung erforscht.
Zusammen mit Johannes Brodehl beschrieb Ehrich erstmals die Gehirnbeteiligung bei Adoleszenten mit Cystinosis. Zusammen mit Klaus-Peter Leipert wurden erstmals die komplexen Augenschädigungen bei dieser Erbkrankheit beschrieben. Auch bei der hypophosphatämischen Rachitis wurden die Untersuchungen von Johannes Brodehl weitergeführt und erstmals die Spätschäden bei erwachsenen Patienten erfasst.

### Wachstumsforschung
Während der Tätigkeit in der Charité an der Humboldt-Universität Berlin legte Ehrich zusammen mit Miroslav Zivicnjak und Doris Franke die Grundlagen für eine über mehr als 20 Jahre laufende Forschung zu Wachstumsstörungen bei nierenkranken Kindern. Die Untersuchungsergebnisse zeigten, dass Körperwachstum ein sehr guter Verlaufsparameter für die Schwere chronischer Erkrankungen und für die Qualität medizinischer Versorgung ist. Innerhalb von 20 Jahren konnte das Wachstum bei der Mehrzahl nierensuffizienter Kinder durch eine bessere medikamentöse Therapie einschließlich Wachstumshormon nahezu normalisiert werden. Die Untersuchungen zeigten weiterhin den Einfluss pränataler Faktoren („fetal programming“) auf das postnatale Wachstum und den Zusammenhang zwischen Frühgeburtlichkeit und angeborenen und erworbenen Nierenerkrankungen.

### Forschung zu psychosozialen Aspekten chronischer Erkrankungen
Über mehr als 40 Jahre wurden zusammen mit Georg Wolff und Lilly Damm die psychosozialen Aspekte chronischer Nierenerkrankungen untersucht und Konzepte zur besseren Arzt-Patienten-Kommunikation, Vermeidung von Non-Adhärenz von Patienten und Ärzten, sowie verbesserte Rehabilitation erarbeitet und bei zahlreichen Patienten angewandt.

### Sozialmedizinische Forschung zu den Rechten der Kinder auf Gesundheit
Von 2009 bis 2011 erarbeitete Ehrich in einem Komitee des Europarates in Straßburg die „Terms of References“ zu den Rechten der Kinder in Bezug auf ihre Gesundheit. Die Umsetzung der „child’s rights to health from theory into practice“ wurde zu einem seiner späteren Arbeitsschwerpunkte. Zahlreiche Arbeiten und Veranstaltungen zu den Themen „Child friendly health care“ sowie Partizipation von Kindern in der Medizin wurden auf europäischer Ebene durchgeführt, um die vorhandenen Wissens- und organisatorischen Lücken in verschiedenen Ländern zu schließen. Leider ist es ihm bisher – trotz Kontaktes mit deutschen Politikern – nicht gelungen, die Rechte des Kindes auf Gesundheit in das Grundgesetz der Bundesrepublik Deutschland aufnehmen zu lassen.
Beim europäischen Kinderärztekongress EUROPAEDIATRICS 2015 in Florenz nahm auf seine Initiative hin erstmals eine Abiturientenklasse an dem Symposium über Kinderrechte in der Medizin teil.

### Versorgungsforschung
Seit 1998 befasst sich Ehrich mit Versorgungsforschung (Child Health Care Service Systems in Europe) auf dem Gebiet der europäischen Kinderheilkunde. Er etablierte ein Netzwerk von Präsidenten nationaler Kinderarztgesellschaften aus 46 europäischen Ländern und baute eine stetig wachsende Datenbank auf, die erstmals eine genaue Einsicht in die Unterschiedlichkeit der pädiatrischen Versorgungssysteme in Europa ermöglicht. Die Erkenntnisse werden von den nationalen Präsidenten rückgemeldet und von ihnen bei der Festlegung internationaler Standards in ihrem eigenen Land verwandt.
Ehrich wurde 2015 von dem European Observatory aufgefordert, mit einem internationalen Autorenteam seine Erkenntnisse über die Zukunft der Kinderkliniken in Europa zu veröffentlichen. In dieser Arbeit wird vorgeschlagen, die bisherige Unterscheidung von „primary, secondary und tertiary paediatric care“ durch eine neue Klassifikation abzulösen, die die jeweiligen Aufgaben besser beschreibt und vor allem neue Organisationskonzepte aufweist.

### Geschichte der Kinderheilkunde
Während seiner aktiven Kliniktätigkeit widmete sich Ehrich auch Fragen der Geschichte der Kinderheilkunde. Insbesondere beschrieb er mit internationalen Koautoren die Geschichte der European Society for Paediatric Nephrology (ESPN), der International Pediatric Nephrology Association (IPNA) und der European Paediatric Association (EPA) und Union of National European Paediatrc Societies and Associations (UNEPSA).

## Mitgliedschaften in wissenschaftlichen Vereinigungen

### Internationale Ebene
Ehrich war von 1988 bis 1994 Mitglied der Registry of European Dialysis and Transplant Association (EDTA) in London zur Erfassung der Nierenersatztherapie bei Kindern in Europa. 1994 bis 1998 war er Generalsekretär der Union of the National European Paediatric Societies and Associations (UNEPSA). Zwischen 1994 und 1998 war er Departmental Coordinator of the Erasmus Programme (European Credit Transfer System for the exchange of medical students (ECTS)) an der Humboldt-Universität zu Berlin. Von 1997 bis 2000 war er Assistant Secretary der European Society of Paediatric Nephrology (ESPN) und von 1998 bis 2000 Präsident der European Paediatric Association (EPA-UNEPSA), 2000 bis 2003 Generalsekretär der ESPN. In den Jahren 2009 bis 2011 war Ehrich Experte im Europarat für “Child-Friendly Health Care”; 2010 bis 2016 Schatzmeister der European Paediatric Association (EPA-UNEPSA).

### Akademische Aufgaben auf nationaler und Universitätsebene
Mitglied der Studienkommission im Auslandsamt der Medizinischen Hochschule Hannover, Beauftragter für Großbritannien, Tschechoslowakei und Frankreich, sowie Beauftragter für das Erasmus-Programm (Departmental Coordinator) der Charité (Berlin).

## Ehrungen
- 2002: Ehrenmitglied der Ungarischen Gesellschaft für Nephrologie
- 2006: Purkinje Medaille der Karls-Universität Prag
- 2009: Ehrenmitglied der Polnischen Gesellschaft für Kindernephrologie (PTNF)
- 2009: Honorarprofessor für Pediatrie der Russischen Akademie der Wissenschaften

## Publikationen
Ehrich veröffentlichte mehr als 250 wissenschaftliche Fachartikel auf Englisch und 200 auf Deutsch.